# Joanna Bobrowa
Joanna Bobrowa, właśc. Joanna Bóbr-Piotrowicka (z d. Morzkowska) herbu Ślepowron (ur. 1807 w Krakowie, zm. 4 maja 1889 w Warszawie) – muza polskich twórców romantycznych: Zygmunta Krasińskiego, Juliusza Słowackiego i Fryderyka Chopina.

## Życiorys
Przyszła na świat jako córka marszałka szlachty Franciszka Morzkowskiego h. Ślepowron i Joanny Morzkowskiej (z d. Żochowska). Rodzice zadbali o to, by Joanna nauczyła się płynnie władać francuskim. W 1824 r. wydali ją za mąż za właściciela Zahajec w pow. krzemienieckim, Teodora Michała Bobra-Piotrowickiego h. Pilawa, z którym miała dwie córki – Ludwikę i Zofię.

### Związek z Zygmuntem Krasińskim
Zygmunta Krasińskiego Joanna Bobrowa poznała w 1834 roku w Rzymie, do którego wyjechała w celu zregenerowania podupadłego zdrowia. Poeta zadedykował jej pierwodruki Nie-Boskiej komedii i Irydiona. W 1838 r., pod naciskiem ojca, generała Wincentego Krasińskiego, zakończył on jednak romantyczny związek z Bobrową. Tak Krasiński pisał o ich relacji w liście do swego przyjaciela, Henry’ego Reeve’a, dnia 25 sierpnia 1838 r.:
Wiodłem żywot upiększony poezją chwil dorywczych, zasępionych sytuacjami przykrymi, żywot wznoszący się do tragizmu, a potem spadający w buffo, żywot utkany z zachwytów i urągań, ze słabości i egzaltacji, z błazeństw tego rodzaju, jak moda, wstążka, plotka, i z rzeczy poważnych, uroczystych jak uwiedzenie, upojenie miłosne, zgryzoty cnotliwej kobiety, która się poświęciła, nienawiść dla tego, który jest jej mężem, tysiąc obaw przed niespodziankami i zemstą, tysiąc oczekiwań na szczęście, stokroć zawiedzionych, a raz spełnionych, wreszcie rozpacz, zwykłe zakończenie podobnego dramatu, gdzie – jak mówi Balzac – «dwie piękne dusze» rozłączone są przez wszystko, co się nazywa prawem, a złączone wszystkimi pokusami przyrody. [...] Okoliczności stały się coraz nieznośniejsze. Mąż stał się podejrzliwym, zazdrosnym, niespokojnym. Wreszcie rozłączyliśmy się...
Małżeństwo z Teodorem po tych wydarzeniach się rozpadło, a Joanna wraz z córkami wyjechała za granicę.

### Związek z Juliuszem Słowackim
Znajomość Joanny i Juliusza rozpoczęła się już w 1831 r. w Dreźnie, jednakże dopiero po spotkaniu w Paryżu w 1840 r. Słowacki obdarzył ją uczuciem romantycznym. W kwietniu 1841 r. 32-letni wówczas Słowacki udał się za Joanną do Frankfurtu. Tymczasem sam Krasiński, bliski przyjaciel Słowackiego, radził mu:
Wierz mi, jeśli sam nie chcesz gorzko żałować kiedyś przeszłości, stań się jej [Joanny] przyjacielem, a nie chciej, by serce, które pękło i umarło, zmartwychwstając dla ciebie, stało się upiorem… W przyjaźni będziesz szczęśliwy, kochany, odwdzięczony, ale miłość, miłość taka, stanie się goryczą dla was obojga.
Bobrowa i Słowacki pozostali przyjaciółmi aż do śmierci poety. Słowacki wzorował na Joannie postać Idalii z Fantazego, napisał także o niej wiersz Do pani Joanny Bobrowej, unieśmiertelniając tym samym jej postać na kartach polskiej literatury. W 1844 r. poświęcił jej córkom wiersze W pamiętniku Zofii Bobrówny i Do Ludwiki Bobrówny.